# Castelo Novo

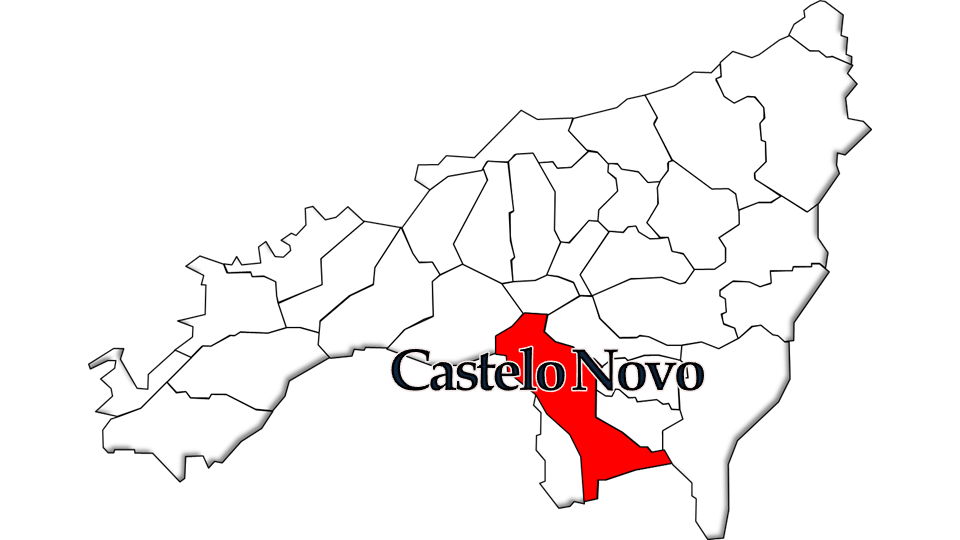
Localização da Freguesia de Castelo Novo no Município do Fundão

Castelo Novo é uma povoação portuguesa sede da Freguesia de Castelo Novo do Município do Fundão, freguesia com 40,51 km² de área e 353 habitantes (censo de 2021), tendo, por isso, uma densidade populacional de 8,7 hab./km².

## Demografia
A população registada nos censos foi:
| Distribuição da População por Grupos Etários | Distribuição da População por Grupos Etários | Distribuição da População por Grupos Etários | Distribuição da População por Grupos Etários | Distribuição da População por Grupos Etários |
| -------------------------------------------- | -------------------------------------------- | -------------------------------------------- | -------------------------------------------- | -------------------------------------------- |
| Ano                                          | 0-14 Anos                                    | 15-24 Anos                                   | 25-64 Anos                                   | > 65 Anos                                    |
| 2001                                         | 58                                           | 35                                           | 179                                          | 167                                          |
| 2011                                         | 43                                           | 48                                           | 196                                          | 119                                          |
| 2021                                         | 33                                           | 27                                           | 200                                          | 93                                           |

## História
Os vestígios arqueológicos conhecidos sugerem uma ocupação humana do território provavelmente desde o calcolítico, projectando-se num crescimento de testemunhos que se referem às idades do Bronze e do Ferro e se consolidam na colonização romana.
A existência da povoação aparece comprovada documentalmente desde os primeiros tempos da Nacionalidade. Porém, a questão dos forais não parece assente entre os historiadores: vários autores defendem que o foral tenha sido passado em 1202 à então designada Alpreada por D. Pedro Guterres e D. Ausenda, alegadamente seu donatário e primeiro alcaide do castelo (e, provavelmente, o seu construtor), e mais tarde herdada por testamento pelos Cavaleiros Templários. Porém, outras referências contrapõem com o facto de Castelo Novo pertencer à Coroa inicialmente, tendo o primeiro foral sido dado aos Templários, sendo D. Pedro e D. Ausenda os primeiros povoadores.
O topónimo Castelo Novo, em substituição do anterior, é citado pela primeira vez em 1208, no testamento de Guterres, pelo qual ele doa a "terra a que chamam Castelo Novo" aos Templários. Para a terra se passar a chamar dessa forma é porque, crê-se, terá havido um Castelo Velho (ali ou no sítio do mesmo nome, no topo culminante da serra da Gardunha), e entre 1205 e 1208 se terá edificado um novo. A ser assim caem por terra todas as afirmações que atribuem a D. Dinis a construção do castelo. O que não parece improvável é que este monarca tenha ali mandado fazer qualquer intervenção. Porém, o segundo foral foi-lhe por ele concedido.
No reinado de D. Manuel I, o castelo já não estaria propriamente novo, o que o levou a assumir a sua recuperação, encarregando do assunto um escudeiro da Casa Real, que se fez acompanhar de um pedreiro mestre de obras natural de Castela. Entre os dois estalou uma acesa polémica. De várias acaloradas discussões sobre os planos de remodelação, os dois partiram para a violência, resultando no refúgio do castelhano igreja de Castelo Novo para que o escudeiro veador das obras não pusesse a ferros.
Beneficiando da protecção divina, o castelhano escreveu ao rei e rogou-lhe clemência, que lhe foi concedida, assim como a autorização para conduzir as obras. E a coisa endireitou-se.
Foi nessa altura que D. Manuel I, em 1 de Junho de 1510, concedeu a Castelo Novo o seu terceiro foral, assinado em Santarém e que se insere no Livro de Forais Novos da Beira (fls. 29 e col. 1ª), que consta na Torre do Tombo.
O concelho de Castelo Novo, para além da própria vila, era constituído pelas freguesias de Lardosa, Louriçal do Campo, Orca, Zebras, Atalaia do Campo, Póvoa de Atalaia, Soalheira e Vale de Prazeres. Tinha, em 1801, 2 994 habitantes. Em 1835, o concelho foi extinto e anexado ao extinto de Alpedrinha, passando com este e seu termo, a fazer parte integrante do concelho (atual município) do Fundão, a partir de 24 de Outubro de 1855. Dos seus tempos de concelho, conserva-se o seu símbolo principal: o pelourinho.

## Património religioso

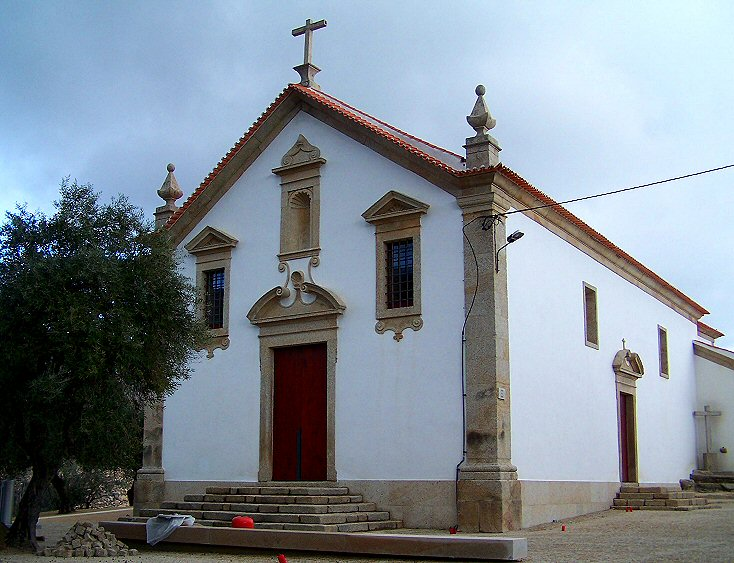
Igreja Matriz.

- Igreja Matriz de Castelo Novo: Ou de Nossa Senhora da Graça, embora remonte ao período medieval, foi totalmente remodelada no século XVIII e possui no seu interior elementos do estilo barroco.
- Igreja da Misericórdia de Castelo Novo: construção do século XVIII. Este templo apresenta uma arquitectura simples vernacular.
- Capela de Santo António de Castelo Novo: de construção medieval.

## Património militar
- Castelo de Castelo Novo: na aldeia de mesmo nome, a sua existência será anterior ao início do século XIII.

## Património arquitectónico

### Civil
| Imagem | Património                 | Tipologia  | Localidade   | Classificação | Ano | ID | Coordenadas |
| ------ | -------------------------- | ---------- | ------------ | ------------- | --- | -- | ----------- |
|        |                            |            |              |               |     |    |             |
|        | Pelourinho de Castelo Novo | Pelourinho | Castelo Novo | ?             | ?   | ?  | ?           |

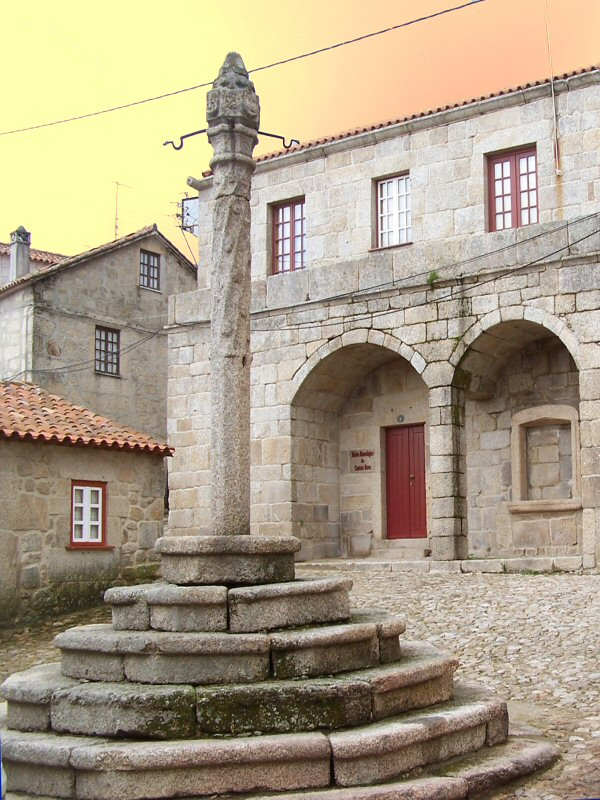
Pelourinho de Castelo Novo, situado no Largo da Praça.

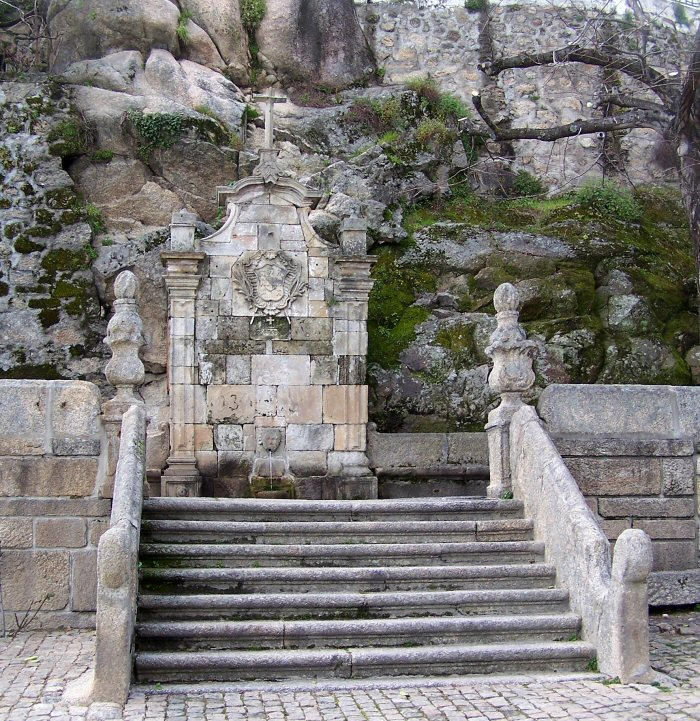
Chafariz da Bica.

- Lagareta em Castelo Novo: um património humanizado relevante sobre o ponto de vista da organização social e comunitária da aldeia, lagariça de provável construção entre os séculos VII e VIII.
- Aldeia de Castelo Novo: centro histórico.
- Pelourinho de Castelo Novo: No Largo do Município encontra-se o edifício quinhentista dos antigos Paços do Concelho em frente a este situa-se o Pelourinho de construção Manuelino.
- Chafariz da Bica: monumento barroco, com a pedra de armas de D. João V, que possui escadaria de acesso e um logradouro rodeado de bancos de pedra granítica.
- Janela manuelina: pode ser vista no edifício da Associação Sócio-Cultural de Castelo Novo, na rua da Gardunha.

## Associativismo
- Associação Sócio-cultural de Castelo Novo
- Liga dos Amigos de Castelo Novo - sediada em Algés inclui também a Banda de Música de Castelo Novo
- ASMECANO - Associação dos Moradores da Estação de Castelo Novo